# Петер ван Воссен
Петер ван Воссен (нід. Peter van Vossen, нар. 21 квітня 1968, Зірікзее) — нідерландський футболіст, що грав на позиції нападника. По завершенні ігрової кар'єри — тренер.
Виступав, зокрема, за клуби «Беверен» та «Феєнорд», а також національну збірну Нідерландів.
Чемпіон Бельгії. Триразовий володар Суперкубка Нідерландів. Триразовий чемпіон Нідерландів. Чемпіон Шотландії. Володар Кубка шотландської ліги. Переможець Ліги чемпіонів УЄФА.

## Клубна кар'єра
У дорослому футболі дебютував 1989 року виступами за команду «Беверен», у якій провів три сезони, взявши участь у 84 матчах чемпіонату. Більшість часу, проведеного у складі «Беверена», був основним гравцем атакувальної ланки команди. У складі «Беверена» був одним з головних бомбардирів команди, маючи середню результативність на рівні 0,43 гола за гру першості.
Протягом 1992—1993 років захищав кольори клубу «Андерлехт». За цей час виборов титул чемпіона Бельгії.
Своєю грою за останню команду привернув увагу представників тренерського штабу клубу «Аякс», до складу якого приєднався 1993 року. Відіграв за команду з Амстердама наступні два сезони своєї ігрової кар'єри. Граючи у складі «Аякса» також здебільшого виходив на поле в основному складі команди. За цей час додав до переліку своїх трофеїв титул володаря Суперкубка Нідерландів, ставав чемпіоном Нідерландів (двічі), переможцем Ліги чемпіонів УЄФА.
Протягом 1995—1996 років захищав кольори клубу «Істанбулспор».
У 1996 році уклав контракт з клубом «Рейнджерс», у складі якого провів наступні два роки своєї кар'єри гравця. 
З 1998 року три сезони захищав кольори клубу «Феєнорд». Тренерським штабом нового клубу також розглядався як гравець «основи». За цей час додав до переліку своїх трофеїв ще один титул володаря Суперкубка Нідерландів, знову ставав чемпіоном Нідерландів.
Згодом з 2001 по 2004 рік грав у складі команд «Де Графсхап» та «Беннеом».
Завершив ігрову кар'єру у команді «Вітесс», за яку виступав протягом 2004 року.

## Виступи за збірну
У 1992 року дебютував в офіційних матчах у складі національної збірної Нідерландів.
У складі збірної був учасником чемпіонату світу 1994 року у США, чемпіонату Європи 2000 року у Бельгії та Нідерландах.
Загалом протягом кар'єри в національній команді, яка тривала 9 років, провів у її формі 31 матч, забивши 9 голів.

## Кар'єра тренера
Розпочав тренерську кар'єру, повернувшись до футболу після невеликої перерви, 2009 року, увійшовши до тренерського штабу клубу «Апелдорн».
Протягом тренерської кар'єри також очолював команду «Фортуна» (Сіттард), а також входив до тренерських штабів клубів «Росендал» та «Алмере Сіті».
Наразі останнім місцем тренерської роботи був клуб «Фортуна» (Сіттард), головним тренером команди якого Петер ван Воссен був з 2014 по 2015 рік.

## Титули і досягнення
- Чемпіон Бельгії (1):

«Андерлехт»: 1992-1993
- Володар Суперкубка Нідерландів (3):

«Аякс»: 1993, 1994
«Феєнорд»: 1999
- Чемпіон Нідерландів (3):

«Аякс»: 1993-1994, 1994-1995
«Феєнорд»: 1998-1999
- Чемпіон Шотландії (1):

«Рейнджерс»: 1996-1997
- Володар Кубка шотландської ліги (1):

«Рейнджерс»: 1996-1997
- Переможець Ліги чемпіонів УЄФА (1):

«Аякс»: 1994-1995